# 創想兵團
《创想兵团》（台港代理名为“百變兵團”）是一個由三珠數碼開發，上海淘米和917play代理營運的一個第三人稱射擊遊戲。

## 遊戲內容

### 簡介
它是一款3D多人在線第三人稱射擊遊戲，它使用Avatar系统，使得人物卡通化。
此遊戲分別有藍隊和紅隊來讓玩家對戰。每隊最多上限八人，最少可至一人。

### 角色
- 醫護兵 武器：步槍、弓、散彈槍、手榴彈
- 突擊兵 武器：狙擊槍、刀、手槍、手榴彈
- 重装兵 武器：機關槍、火箭筒、盾牌、手榴彈
- 生化兵 武器：榴彈發射器、弩、噴霧器、手榴彈

### 模式

#### 1.戰場：
- 隨機模式:戰場所有模式隨機選擇
- 團戰模式:雙方對戰看哪隊先達到100殺
- 佔點模式:在地圖正中間有個點，雙方需要互相搶奪。搶奪後對方扔可奪回。最後看哪隊先占領五分鐘
- 奪旗模式:地圖上平均分配四隻旗子，雙方需要互相搶奪。搶奪後對方扔可奪回，只要奪到一隻旗+1分 兩隻旗+2 三隻旗+3 四隻旗+4，最終看哪隊分數到達1000分
- 奪寶模式:地圖正中間有個寶箱，按E鍵可抬起(玩家可自行設定按鍵)。抬起時玩家移動速度會變慢。若途中被對方打死，會掉出一些金幣可使雙方搶奪，這時還可在抬，若被打死則以此類推。若未到達指定地點而寶藏卻掉落三次以上，寶藏將會消失五秒後重歸原位，地圖頭尾都有放置寶箱地，若第一次直接順利抬回+200分，途中被打死將會依序減扣，最終看哪隊分數到達1000分
- 殲滅模式:若在同局內被打死不會復活，最多會打9局，在一局內，跟團戰相似，唯一就是被打死後無法復活，所以看對方誰先把哪隊全滅，那局就可拿下，最後看哪隊先拿下五局。若在同局內被打死的話，可進行觀戰(如何觀戰官方會直接說明)
- 爆破模式:地圖上平均分配四個埋炸彈地，剛開始系統會決定誰攻誰守，攻方站炸彈會自動放置眼前。因為系統會自動拾取炸彈，若不想拿炸彈可按G鍵(玩家可自行設定按鍵)

#### 2.百變樂團
- 隨機模式：生化模式、狼人模式和救世主模式。
- 生化模式：在生化模式中殭屍分為殭屍首領和普通殭屍。殭屍首領傳染病毒給人類玩家，使其成為普通殭屍，幫助自己追捕其他人類玩家。
- 狼人模式：每一小局剛開始時，所有人都會以人類的姿態出現，一但擊倒所有擁有“人類姿態”的敵人，那本隊將可以獲得該小局的勝利，並且獲得大量積分，積分率先達到1000的隊伍可獲得最終的勝利！另外，在狼人模式中一旦被擊倒，將會以狼人的姿態重生，再次被擊倒仍會原地以狼人姿態復活，直到新的小局開始才會變回人類。
- 救世主模式：當僵屍數量到達一定的人數時，便會有一位玩家成為救世主。

#### 3.其他
- 冒險遠征：冒險遠征分成一王、二王、三王以及四王，而一王有三個型態，二王有兩個型態，三王有兩個型態，四王有兩個型態。玩法主要是利用「遠征槍」去攻擊Boss，在時間內把Boss消滅即可通關。
- 練習房：最常見為練狙房、躲貓貓房以及不殺房，這些規則都是由玩家自訂。

### 操作
本遊戲移動為四個按鍵:W(上)S(下)A(左)D(右)、1 2 3(武器欄)4567(技能欄，以最多技能職業為主)89-=按鍵都為補品專用區、
Ctrl(翻滾)、Space(跳躍)、F(查看背面)、Tab(對戰狀況)、F5 F6 F7 F8(表情)、M(全地圖)

## 外部連結
- 創想兵團官方網站 （页面存档备份，存于）
- 百變兵團官方網站 （页面存档备份，存于）